# Ishmael Miller
Ishmael Anthony Miller, född 5 mars 1987 i Manchester i England, är en engelsk fotbollsspelare som spelar för Huddersfield Town.
Miller spelade som anfallare i både ungdoms- och reservlaget men när han gjorde sin A-lagsdebut var det som offensiv mittfältare. Han har fått smeknamnet "Moston Menace" (Mostonplågan) efter området i Manchester som han kommer ifrån.

## Karriär
Miller skrev på ett proffskontrakt för Manchester City i början av säsongen 2005/2006, och deltog i ett antal försäsongsmatcher för A-laget. Flera imponerande reservtruppsmatcher ledde till en chans i en tävlingsmatch, som avbytare i en match mot Wigan 18 mars 2006. Han deltog dock inte i några fler matcher den säsongen men var intern skyttekung i reservlaget.
Miller var med i flera försäsongsmatcher även inför nästa säsong, i juli och augusti 2006, där han bl.a. gjorde mål i en vänskapsmatch mot Wrexham. Han var med som avbytare i fyra av Manchester Citys första sex matcher den säsongen och fick spela för A-laget för första gången 23 september i en match där man vann med 2–0 mot West Ham.
18 juli 2007 ryktades det om en flytt till Preston North End och 13 augusti bekräftade West Bromwichs tränare Tony Mowbray att han hade haft ögonen på Miller och ville låna honom hela säsongen.
15 augusti blev det klart att han lånades ut med sikte på permanent flytt. "Ishmael kommer att ge oss ett nytt alternativ längst fram" sade Mowbray. "Han är en stor, snabb och stark grabb som söker en möjlighet att få spela mer regelbundet. Han kommer att tävla med de andra anfallarna vi har i klubben om en plats i startelvan."
Miller gjorde sin debut för West Bromwich med ett snyggt mål när de vann hemma med 2–0 mot Preston North End 18 augusti 2007. Han hade bara spelat i sju minuter efter att ha bytt ut Kevin Phillips – matchens andre målskytt – i 66:e minuten. Han gjorde mål igen under den första matchen som han fick spela från start, mot Ipswich, och hjälpte laget att vinna med 4–0. Han gjorde två mål i en bortamatch mot Cardiff City som man dock förlorade med 4–2. Millers fina form under oktober gjorde att han nominerades till månadens spelare i Championship, men utmärkelsen gick istället till Stoke Citys inlånade försvarare Ryan Shawcross.
I en intervju 5 oktober bekräftade Manchester Citys tränare Sven-Göran Eriksson att han inte planerar att sälja Miller till någon annan klubb. Bl.a. sade han att de har talats vid om saken och att de inte ser någon anledning att inte ta tillbaka honom till Manchester. Eriksson sade även att han ser Miller som en anfallare, till skillnad från den tidigare tränaren Stuart Pearce, som ville ha honom som offensiv mittfältare.

## Fotnoter
1. 1 2  ”WBA vs Preston”. West Bromwich Albion FC. 18 augusti 2007. Arkiverad från originalet den 18 augusti 2007. https://web.archive.org/web/20070818193732/http://www.wba.premiumtv.co.uk/page/MatchReport/0%2C%2C10366%2C00.html. Läst 19 augusti 2007.
2. ↑  ”Ishmael Miller”. Premier Leagues officiella hemsida. Arkiverad från originalet den 14 november 2006. https://web.archive.org/web/20061114095117/http://www.premierleague.com/fapl.rac?command=forwardOnly&nextPage=enPlayerProfile&playerId=307318. Läst 22 oktober 2006.
3. ↑  ”West Brom keen to recruit Miller”. BBC Sport. 13 augusti 2007. http://news.bbc.co.uk/sport1/hi/football/teams/w/west_bromwich_albion/6944790.stm.
4. ↑  ”Shawcross receives October award”. BBC Sport. 5 oktober 2007. http://news.bbc.co.uk/sport1/hi/football/teams/s/stoke_city/7080062.stm. Läst 5 oktober 2007.
5. ↑  ”Ishmael's impact catches Sven's eye”. MCFC. 5 oktober 2007. Arkiverad från originalet den 8 december 2007. https://web.archive.org/web/20071208101715/http://www.mcfc.co.uk/default.sps?pagegid=%7BDBD12D53-8346-431D-A04F-5D0F8664DE80%7D&newsid=476580.